# Pap Ferenc (plébános)
Bilkei Pap Ferenc (1797. december 26. – Párkány, 1853. december 10.) római katolikus plébános.

## Élete
A teológiát a pesti központi papnevelőben végezte 1819-ben. 1820 és 1821-ben az újonnan alapított esztergomi papnevelőben alkalmazták. 1821. január 14-én pappá szenteltetett. Segédlelkész volt Budaörsön, 1822-től pedig a bécsi nevelőintézetben. 1825-ben Pestre küldetett káplánnak. 1830-tól az esztergomi papnevelőben tanulmányi igazgató és gazda volt. 1831-ben szentszéki ülnök és Esztergom vármegye táblabírája. 1832-ben plébános Varbón, egyszersmind alesperes a kékkői kerületben. 1853. október 18-án párkányi plébánosnak nevezték ki.

## Munkái
- Ft. Korbélyi Mihály zérmonostrai apát tiszteletére, midőn a pesti királyi universzitasnál viselt tanítói hivataláról lemondván nyugalomra térne bőjt más havában 1815. Pest. (Költemény).
- A világi ember, vagy az illendőség, kegyesség, finom életmód és nyájas udvariasság regulái. Wenzel Gottfried Immanuel után. Ugyanott, 1816. (2. kiadás 1826. Ugyanott).
- Isten imádása. A keresztény katholikusok számára szerzette. Ugyanott, 1816. Egy rézm. (2. kiadás. Uo. 1818. 9. rézm. és 1855. 8 rézmetszettel. 3. jav. és bőv. kiadás. Bpest, 1894.).
- Tekintetes tudós Kultsár István úrnak. Ugyanott, 1819. (Bilkey Ferencz aláírással. Költem.).
- Ének, melyet ... Rudnay Sándor ő herczegségéhez, mint az esztergomi presbyteriumnak bölcs szerzőjéhez 1821. eszt. örvendetes feltüntével intéztek azon nevendékek, kik az említett intézetben elsők szerencsések magokat képezni. Uo. 1821.
- Az isteni kegyes gondviselés a felséges Austriai Háznak országlásában ... a pesti fő plébánia templomában Szent-András hava 4. 1827. Esztergom.
- A keresztény hit, reménység és szeretet egyetlenegy kutforrása a lélek nyugalmának és a szív megelégedésének. Kifejtette 1828. Uo.
- Egyházi beszéd a kegyes oskolák szerzőjének ünnepén Pesten aug. 30. 1829. hirdette. Uo.
- Elegyes ünnepi és vasárnapi beszédek a köznép oktatására és vigasztalására különösen irányozva, melyeket tartott. Uo. 1830-40. Öt kötet. (Ism. Hazai és Külföldi Tudósítások 1830. II. 3. sz.).